# Tấn công Sousse 2015
Cuộc tấn công Sousse xảy ra vào ngày 26 tháng 6 năm 2015 tại khu du lịch ở Cảng El Kantaoui, cách thành phố Sousse, Tunisia khoảng 10 km về phía bắc.
Bốn mươi người, chủ yếu là khách du lịch, đã thiệt mạng khi các tay súng vũ trang tấn công vào hai khách sạn.. Đây là cuộc tấn công khủng bố đẫm máu nhất trong lịch sử hiện đại của Tunisia, hơn cả cuộc tấn công Bảo tàng Quốc gia Bardo trước đó trong năm 2015. Khách sạn Imperial Marhaba được sở hữu bởi một công ty Tây Ban Nha.

## Tấn công
Ngày 26 tháng 6 năm 2015, khách sạn Riu Imperial Marhaba, một khách sạn 5 sao tại Cảng El Kantaoui, một khu phức hợp du lịch nằm trên bờ biển khoảng 10 km về phía bắc của Sousse, Tunisia, với 565 khách chủ yếu từ Tây Âu và đã chiếm đóng 77%. Khách du lịch từ khách sạn Soviva dần đó đã ra biển để bơi và phơi nắng.
Vào khoảng giữa trưa, Seifeddine Rezgui 22 tuổi (còn gọi là Abu Yahya al-Qayrawani) đến từ Kairouan, đã cải trang thành khách du lịch, trà trộn vào đám đông. Sau đó, hắn đã lấy ra một khẩu súng trường Kalashnikov dưới chiếc dù rồi nổ súng vào khách du lịch trên bãi biển. Hắn vào khách sạn, bắn vào nhiều người. Hắn đã bị các lực lượng an ninh giết chết. Người ta nghi ngờ rằng có một tay súng khác đã tham gia vào các cuộc tấn công.

### Nạn nhân
| Quốc tịch                               | Tử vong       | Bị thương | Tổng | Ref.          |
| --------------------------------------- | ------------- | --------- | ---- | ------------- |
| Vương quốc Liên hiệp Anh và Bắc Ireland | 15            | 24        | 39   | [ 5 ]         |
| Tunisia                                 | 1 (terrorist) | 7         | 8    | [ 5 ]         |
| Bỉ                                      | 1             | 3         | 4    | [ 5 ]         |
| Đức                                     | 1             |           | 1    | [ 21 ]        |
| Ireland                                 | 1             |           | 1    | [ 22 ] [ 23 ] |
| Bồ Đào Nha                              | 1             |           | 1    | [ 24 ] [ 25 ] |
| Nga                                     |               | 1         | 1    | [ 5 ]         |
| Ukraine                                 |               | 1         | 1    | [ 26 ]        |
| không rõ                                | 20            | 2         | 22   |               |
| Tổng                                    | 40            | 38        | 78   |               |

Bốn mươi người, chủ yếu là khách du lịch phương Tây, đã thiệt mạng. Các quan chức Bộ Nội vụ cho biết một số nạn nhân đến từ Tunisia, Anh, Đức và Bỉ, Ireland và Bồ Đào Nha đã thiệt mạng. Một trong những nạn nhân là một phụ nữ Ireland ở tuổi ngũ tuần vào kỳ nghỉ với chồng của cô. Một nạn nhân là một phụ nữ người Bồ Đào Nha. Có 38 người đã bị thương trong vụ tấn công